# Fosse Sophie
La fosse Sophie de la Compagnie des mines d'Anzin est un ancien charbonnage du bassin minier du Nord-Pas-de-Calais, situé à Hergnies. La fosse est commencée le 22 juin 1835 et commence à extraire en 1837. Elle est arrêtée à l'extraction le 20 septembre 1861 et le puits est remblayé en août 1867. Contrairement aux autres fosses du secteur, le bâtiment d'extraction faisant office de chevalement halle a été conservé. Il s'agit d'un modèle proche de celui qui existe à la fosse Mathilde.
Au début du XXIe siècle, Charbonnages de France matérialise la tête du puits Sophie. La fosse Sophie a été inscrite le 30 juin 2012 sur la liste du patrimoine mondial de l'Unesco.

## La fosse

### Fonçage
Le fonçage du puits de la fosse Sophie est entrepris par la Compagnie des mines d'Anzin à partir du 22 juin 1835 à l'ouest du village d'Hergnies, dans une zone de campagne proche de l'Escaut. À cause de cette proximité, le passage du niveau d'eau est difficile. Le terrain houiller est atteint à la profondeur de 26 mètres.

### Exploitation

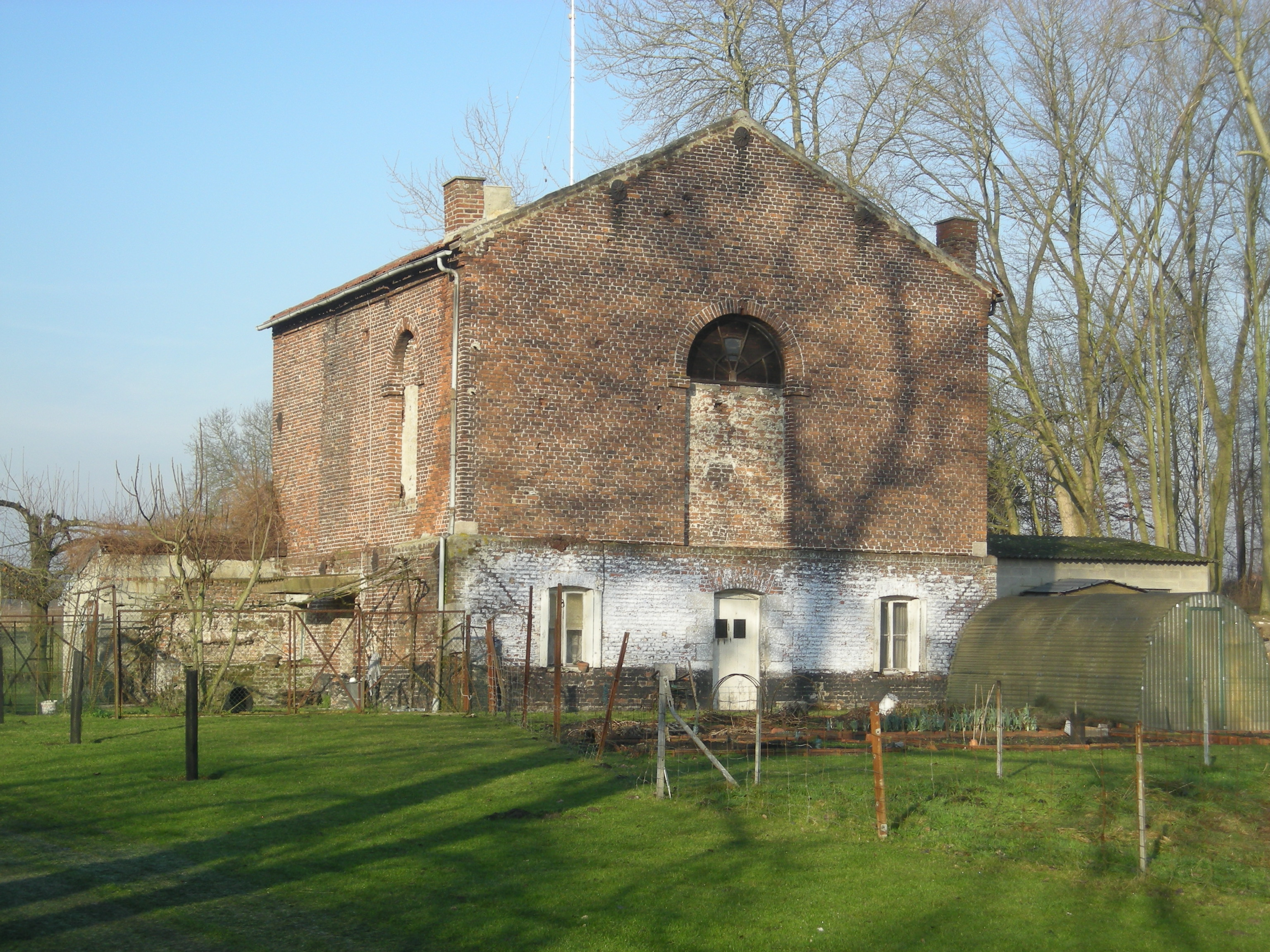
La fosse Sophie en décembre 2007.

La fosse commence à extraire en 1837, elle est située à 670 mètres au nord-est de la fosse Taffin. Non reliée au rails, les débouchés sont problématiques. Les veines Masse et Cinq Paumes sont exploitées à l'étage de 59 mètres. La fosse, comme celles du secteur, exploite à très faible profondeur. La fosse Sophie est également située à 400 mètres à l'ouest d'une ancienne fosse Hergnies, dont l'exploitation est arrivée à sa fin, et à pareille distance d'un coude prononcé par l'Escaut. À la profondeur de 148 mètres, elle a dépassé la veine Saint-Pierre et n'a, par conséquent, aucun avenir du côté du nord, d'autant plus que les terrains y sont très peu inclinés. Du côté de l'est, l'exploitation de toutes ses veines vient s'arrêter à la faille d'Hergnies ; du côté de l'ouest, les travaux rencontrent de même la faille Laurent ; cette faille est traversée par des galeries qui ont établi une communication entre Sophie et Taffin. Enfin, vers le sud, on arrive très rapidement aux veines exploitées par la fosse Laurent, qui n'est éloignée de Sophie que de 190 mètres.
La fosse cesse définitivement d'extraire le 20 septembre 1861. Le puits est comblé en août 1867. Il était profond de 148 mètres.

### Reconversion
Contrairement aux autres fosses du secteur, le bâtiment d'extraction, qui comporte un chevalement halle a été conservé. Il s'agit d'un modèle très proche de celui qui existe à la fosse Mathilde à Denain.
Au début du XXIe siècle, Charbonnages de France matérialise la tête du puits Sophie. Le BRGM y effectue des inspections chaque année. La fosse Sophie fait partie des 353 éléments répartis sur 109 sites qui ont été inscrits le 30 juin 2012 sur la liste patrimoine mondial de l'Unesco. Elle constitue une partie du site no 5.

La fosse en juillet 2013
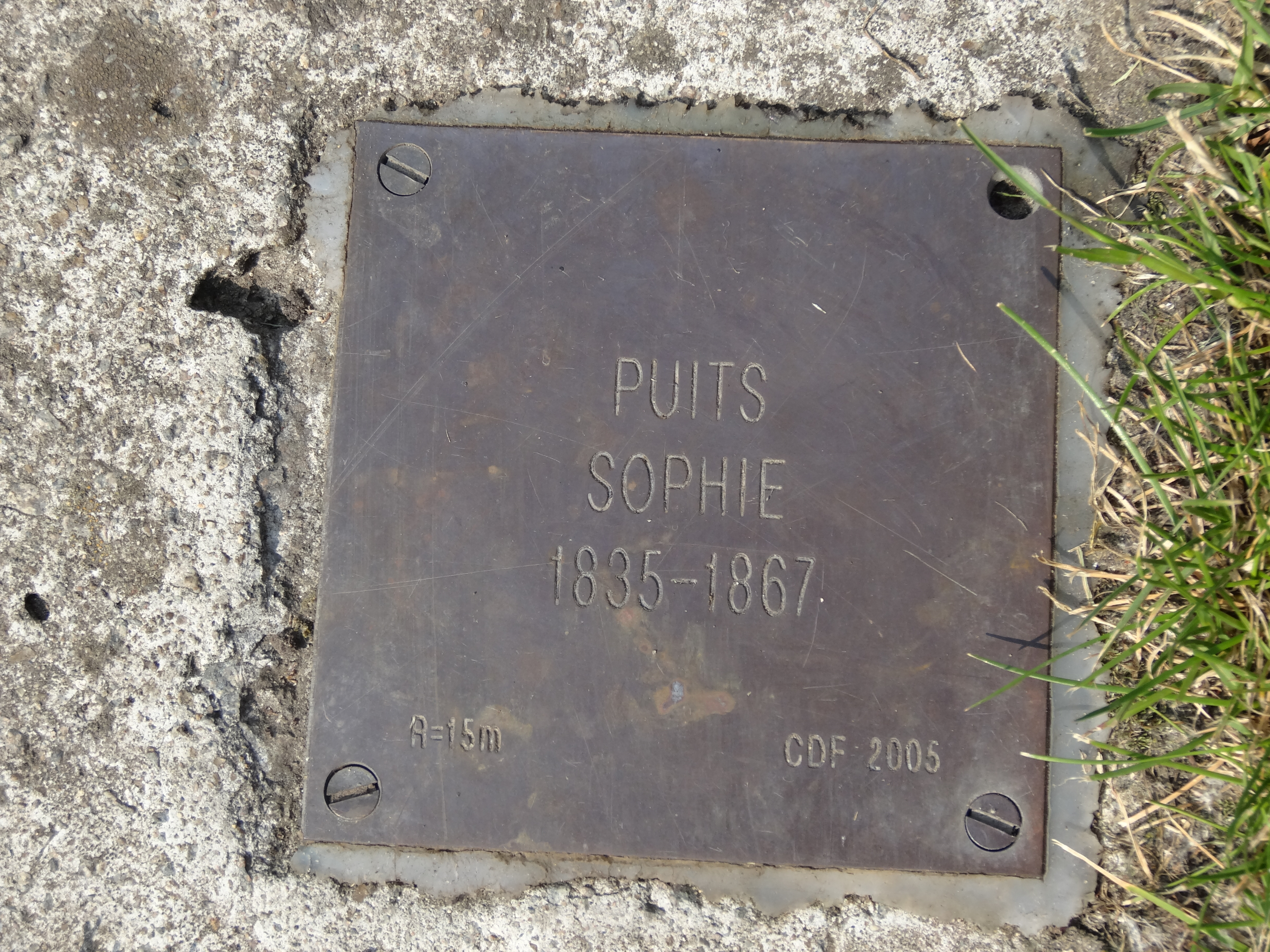
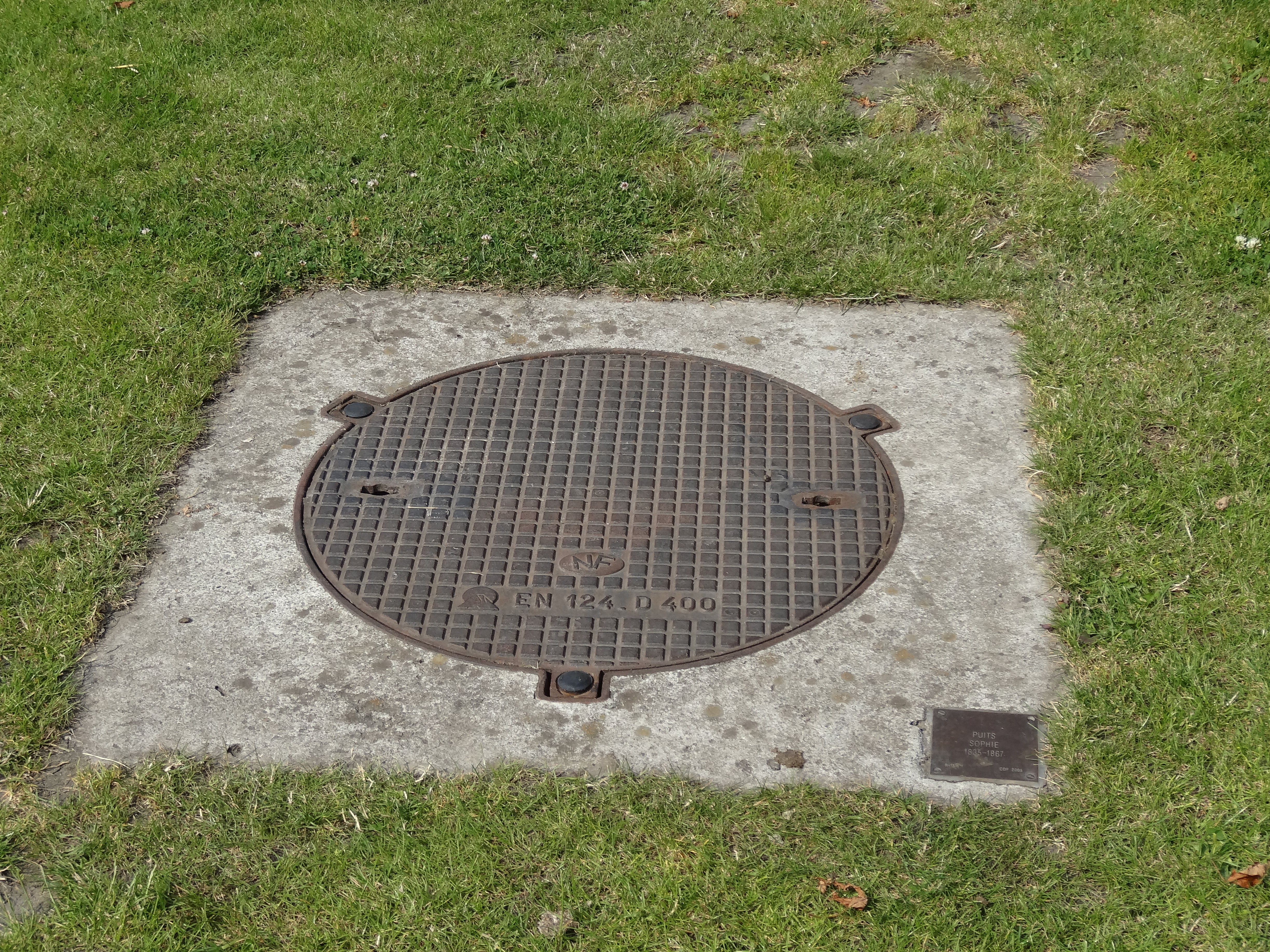
La tête de puits matérialisée.
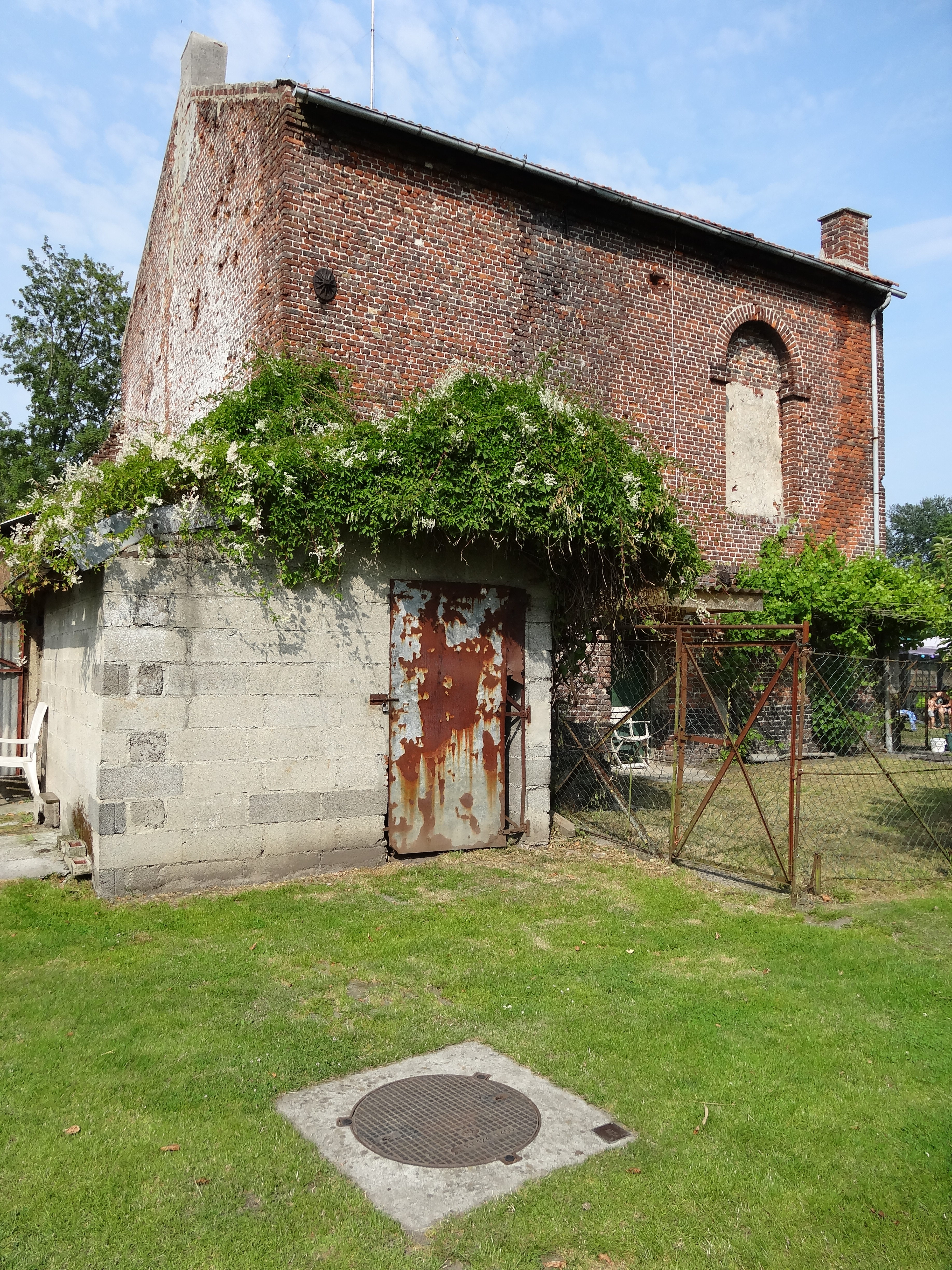